# The Righteous Gemstones
The Righteous Gemstones is een Amerikaanse komische televisieserie. De reeks ging op 18 augustus 2019 in première op de Amerikaanse betaalzender HBO. De hoofdrollen worden vertolkt door Danny McBride, John Goodman, Edi Patterson en Adam DeVine.

## Verhaal
De serie volgt de Gemstones, een beroemde maar disfunctionele en hebzuchtige familie televisiepredikanten.

## Rolverdeling
| Acteur            | Personage               |
| ----------------- | ----------------------- |
| Danny McBride     | Jesse Gemstone          |
| John Goodman      | Dr. Eli Gemstone        |
| Edi Patterson     | Judy Gemstone           |
| Adam DeVine       | Kelvin Gemstone         |
| Cassidy Freeman   | Amber Gemstone          |
| Tony Cavalero     | Keefe Chambers          |
| Gregalan Williams | Martin Imari            |
| Tim Baltz         | BJ                      |
| Dermot Mulroney   | Rev John Wesley Seasons |
| Walton Goggins    | Baby Billy Freeman      |
| Jennifer Nettles  | Aimee-Leigh Gemstone    |

## Afleveringen
| Nr. in serie | Nr. in seizoen | Titel                                             | Regie              | Scenario                                      | Première          |
| 1            | 1              | "The Righteous Gemstones"                         | Danny McBride      | Danny McBride                                 | 18 augustus 2019  |
| 2            | 2              | "Is This the Man Who Made the Earth Tremble"      | David Gordon Green | Danny McBride                                 | 25 augustus 2019  |
| 3            | 3              | "They Are Weak, But He Is Strong"                 | David Gordon Green | Danny McBride, John Carcieri                  | 1 september 2019  |
| 4            | 4              | "Wicked Lips"                                     | Jody Hill          | John Carcieri, Jeff Fradley, Danny McBride    | 8 september 2019  |
| 5            | 5              | "Interlude"                                       | David Gordon Green | John Carcieri, Jeff Fradley, Danny McBride    | 15 september 2019 |
| 6            | 6              | "Now the Sons of Eli Were Worthless Men"          | Jody Hill          | Grant Dekernion, Danny McBride, Edi Patterson | 22 september 2019 |
| 7            | 7              | "And Yet One of You Is a Devil"                   | Jody Hill          | Kevin Barnett, Chris Pappas, Danny McBride    | 29 september 2019 |
| 8            | 8              | "But the Righteous Will See Their Fall"           | David Gordon Green | Kevin Barnett, Chris Pappas, Danny McBride    | 6 oktober 2019    |
| 9            | 9              | "Better Is the End of a Thing Than Its Beginning" | Jody Hill          | John Carcieri, Jeff Fradley, Danny McBride    | 13 oktober 2019   |

## Productie
In 2018 schreef Danny McBride, die eerder al de series Eastbound & Down (2009–2013) en Vice Principals (2016–2017) bedacht had voor HBO, met The Righteous Gemstones een nieuwe pilot voor de betaalzender. De pilot werd in juni 2018 aangekondigd met McBride en John Goodman als hoofdrolspelers. In de daaropvolgende maand werden ook Edi Patterson, Adam DeVine, Cassidy Freeman, Tony Cavalero en Tim Baltz aan het project toegevoegd. De pilot werd in de zomer van 2018 opgenomen in Charleston (South Carolina).
In oktober 2018 gaf HBO groen licht voor een eerste seizoen van The Righteous Gemstones. De reeks ging op 18 augustus 2019 in première. Een maand later kondigde HBO ook het tweede seizoen aan.
Het derde seizoen ging van start in juni 2023.
1. ↑  (en)  HBO Orders Televangelist Comedy Pilot Starring Danny McBride, John Goodman Variety, 28 juni 2018
2. ↑  (en)  Vice Principals Reunion: Edi Patterson to Co-Star in Danny McBride's New HBO Comedy The Righteous Gemstones Tvline.com, 2 juli 2018
3. ↑  (en)  Adam Devine Joins Danny McBride's HBO Televangelist Comedy Pilot Variety, 9 juli 2018
4. ↑  (en)  'The Righteous Gemstones': Cassidy Freeman, Tony Cavalero & Tim Baltz Join HBO Comedy Pilot Deadline.com, 13 juli 2018
5. ↑  (en)  HBO comedy show with Danny McBride and John Goodman filming in Charleston Postandcourier.com, 5 juli 2018
6. ↑  (en)  HBO Orders Danny McBride Comedy 'The Righteous Gemstones' To Series Deadline.com, 2 oktober 2018
7. ↑  (en)  'Righteous Gemstones' Scores HBO's Biggest Comedy Series Debut in 3 Years The Hollywood Reporter, 20 augustus 2019
8. ↑  (en)  'The Righteous Gemstones' Renewed For Season 2 By HBO Deadline.com, 9 september 2019
9. ↑  (en) The Righteous Gemstones Season 3. IMDB. Geraadpleegd op 25 juni 2023.